# Sarcophaga wallenbergi
Sarcophaga wallenbergi är en tvåvingeart som beskrevs av Andy Z. Lehrer 1989. Sarcophaga wallenbergi ingår i släktet Sarcophaga och familjen köttflugor. Inga underarter finns listade i Catalogue of Life.